# Émile Georget
Émile Georget (Bossay-sur-Claise, 21 de setembro de 1881 - Châtellerault, 16 de outubro de 1960) foi um ciclista francês.

## Biografia
Teve vários pódios em grandes carreiras como sua segunda praça na Milão-Sanremo em 1909 e suas terceiras posições na Paris-Tours 1907, a Bordéus-Paris em 1908 e a Paris-Tours em 1911.
Tinha boas qualidades tanto em estrada como em montanha como demonstrou ao ser o primeiro em coroar o Col du Galibier em 1911. Georget foi também um grande rodador em pista, onde ganhou os Seis Dias de Toulouse em 1906 (única edição) junto com seu irmão Léon Georget.
Segundo a vontade dos seus descendentes que ainda vivem em Châtellerault, várias bicicletas e lembranças de Émile Georget se encontram no Museu de automóveis, motocicletas e bicicletas de Châtellerault. Uma rua da cidade leva o seu nome.

## Palmarés
1906
- 1 etapa do Tour de France

1907
- Paris-Hesdin
- 3º no Tour de France, mais 6 etapas

1909
- Paris-La Flèche

1910
- Campeonato da França em Estrada
- Bordéus-Paris
- 1 etapa do Tour de France

1911
- Paris-Brest-Paris
- Circuit de Tourraine
- 3º no Tour de France, mais 1 etapa

1912
- Bordéus-Paris

## Resultados nas grandes voltadas
| Carreira        | 1905 | 1906 | 1907 | 1908 | 1909 | 1910 | 1911 | 1912 | 1913 | 1914 |
| --------------- | ---- | ---- | ---- | ---- | ---- | ---- | ---- | ---- | ---- | ---- |
| Giro d'Italia   | X    | X    | X    | X    | -    | -    | -    | -    | -    | -    |
| Tour de France  | 4º   | 5º   | 3º   | Ab.  | -    | Ab.  | 3º   | Ab.  | Ab.  | 6º   |
| Volta a Espanha | X    | X    | X    | X    | X    | X    | X    | X    | X    | X    |